# 프리 아트 라이선스
프리 아트 라이선스(Free Art license)는 2000년 7월에 만들어진 프랑스어로 작성된 예술 작품에 관한 저작권인 Licence Art Libre의 영어판이다. 프리 아트 라이선스는 사용자가 자유롭게 복사, 확산을 인정하고 저자의 권리를 존중하면서 창의적인 작품을 변환한다.

## 같이 보기
- 동일조건변경허락